# アメデ・ド・ノエ
アメデ・ド・ノエ、ペンネームは "Cham"（Amédée Charles Henri de Noé、1818年1月26日 - 1879年9月6日）はフランスの漫画家（cartoonist）である。ペンネームの"Cham"は、ノエのファーストネーム、Charles Amédéeの短縮名でもあるが、聖書のノアの3人の息子の一人、ハム (フランス語では"Cham")を意識していたとされる。

## 略歴
パリで生まれた。父親は植民地の農園主で、美術品収集家で母親はイギリス人であった。絵の才能を示し、版画家のニコラ＝トゥサン・シャルレ、人物画家のポール・ドラローシュに学んだ。1839年に画集、"Monsieur Lajaunisse"を出版したのにはじまり多くの画集を出版した。1840年ころからロドルフ・テプフェールが開いた「漫画」の技法、スタイルに進むことになった。1842年にパリの絵入り雑誌「シャリバリ」（Le Charivari）に最初の挿絵を描き、その後、この雑誌には、36年間、彼の作品は掲載されることになった。

## 著作
- Histoire de monsieur Lajaunisse (1839)
- Monsieur Mélasse (1839)
- Histoire de monsieur Jobard (1840)
- Deux vieilles filles vaccinées à marier (1840)
- Histoire de monsieur Vertpré et de sa ménagère aussi (1840)
- Monsieur Barnabé Gogo (1841)
- Aventures de Télémaque, fils d'Ulysse (1842)
- Histoire du prince Colibri et de la fée Caperdulaboula (1842)
- Folies du jour: caricatures politiques et sociales (1849)
- Voyage de Paris dans l'Amérique du Sud : Poussé jusqu'au Hâvre inclusivement (1860)

## 作品画像

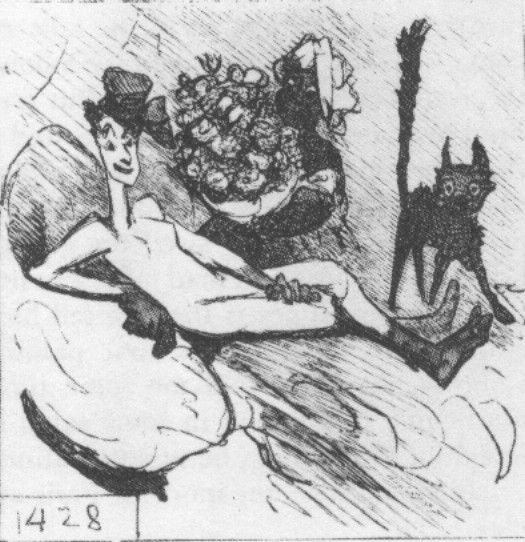
マネの「オランピア」の風刺
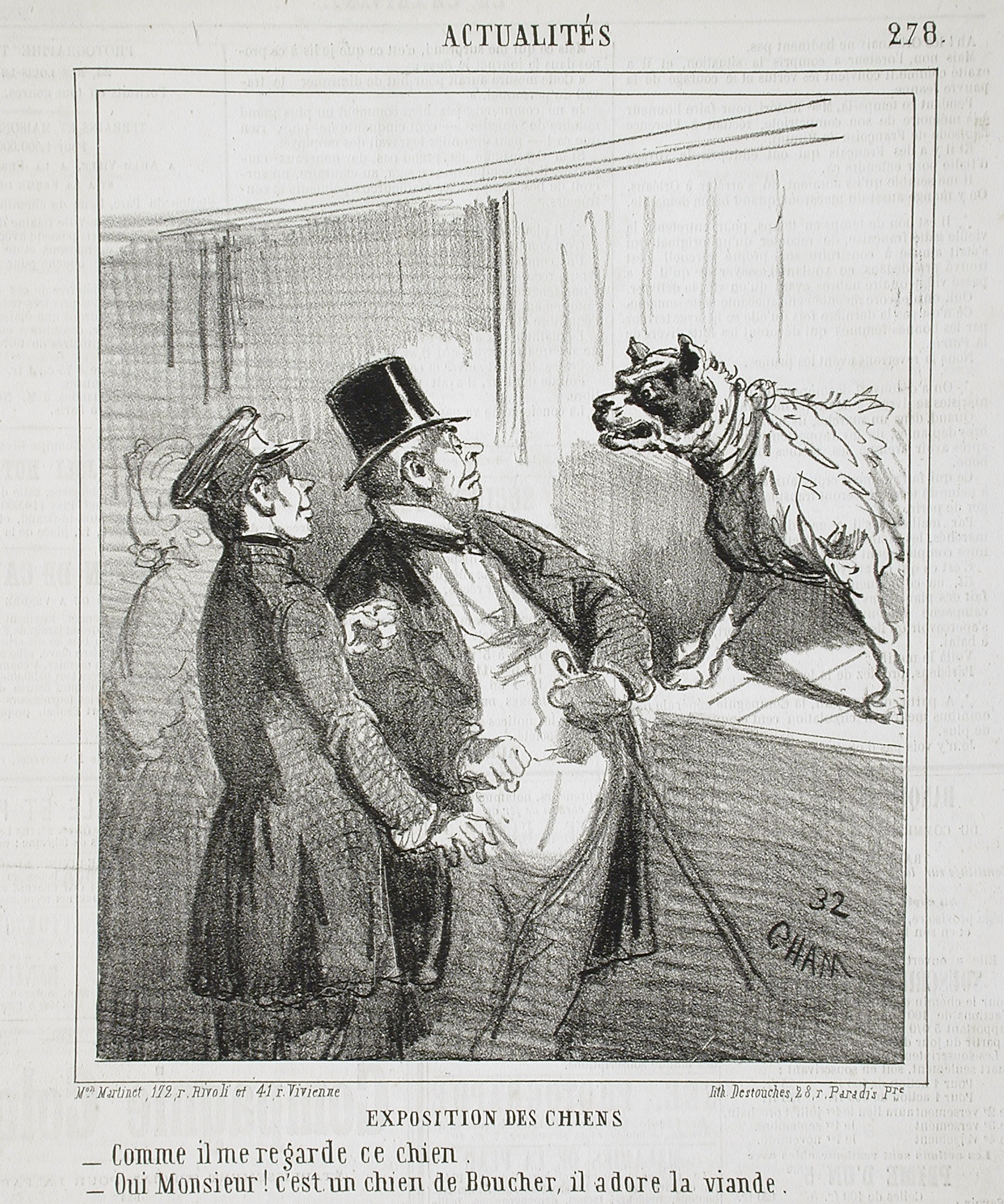
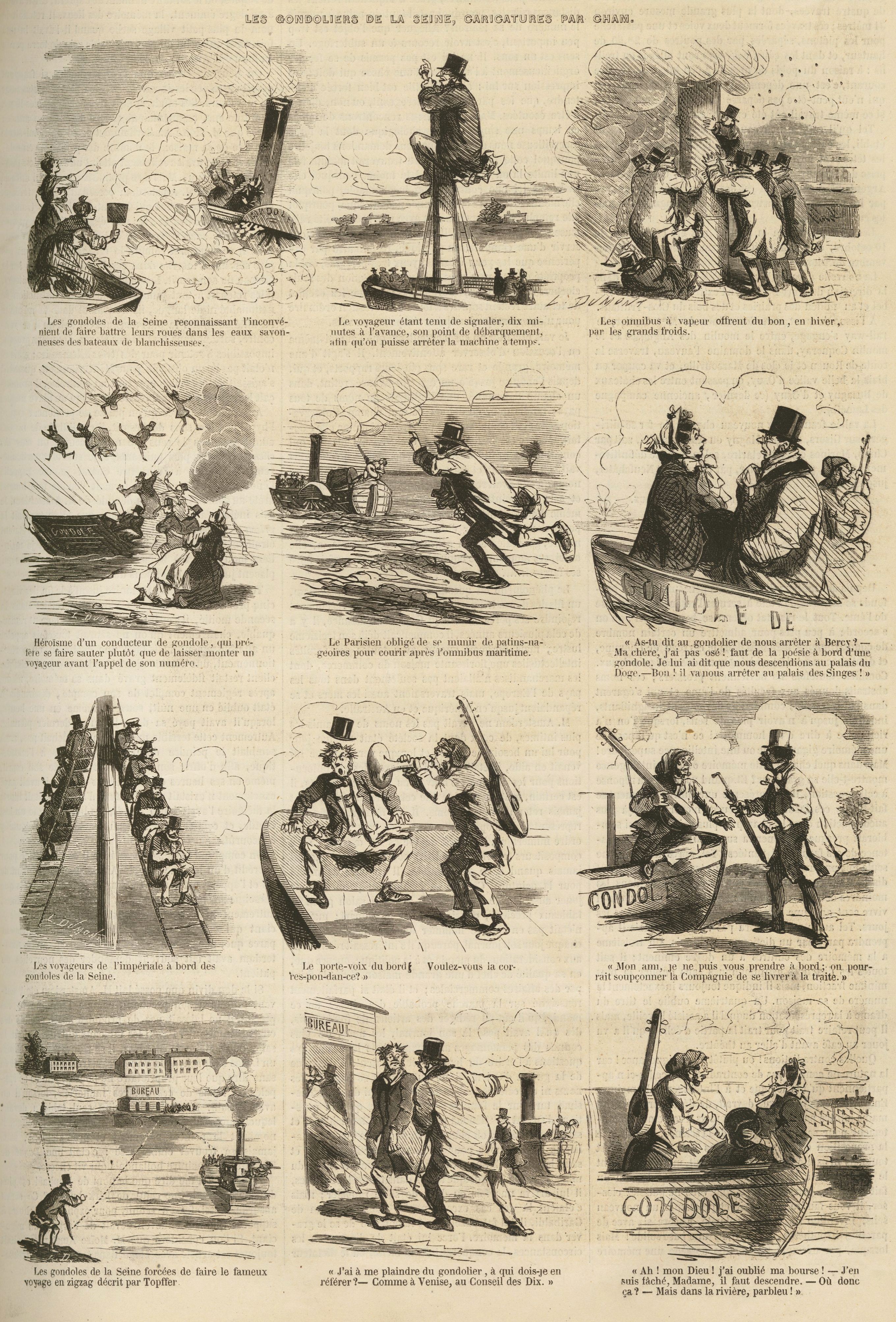
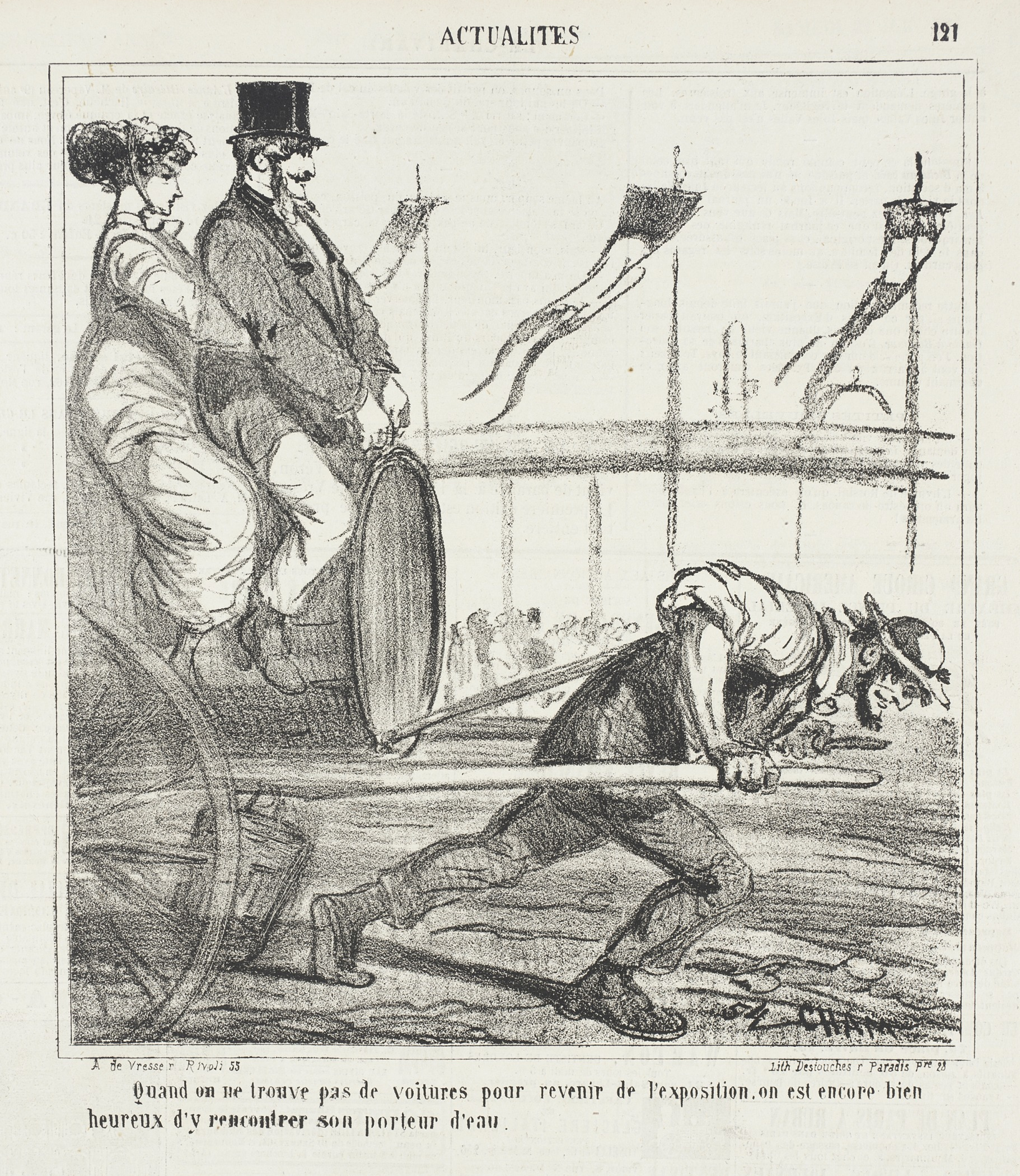
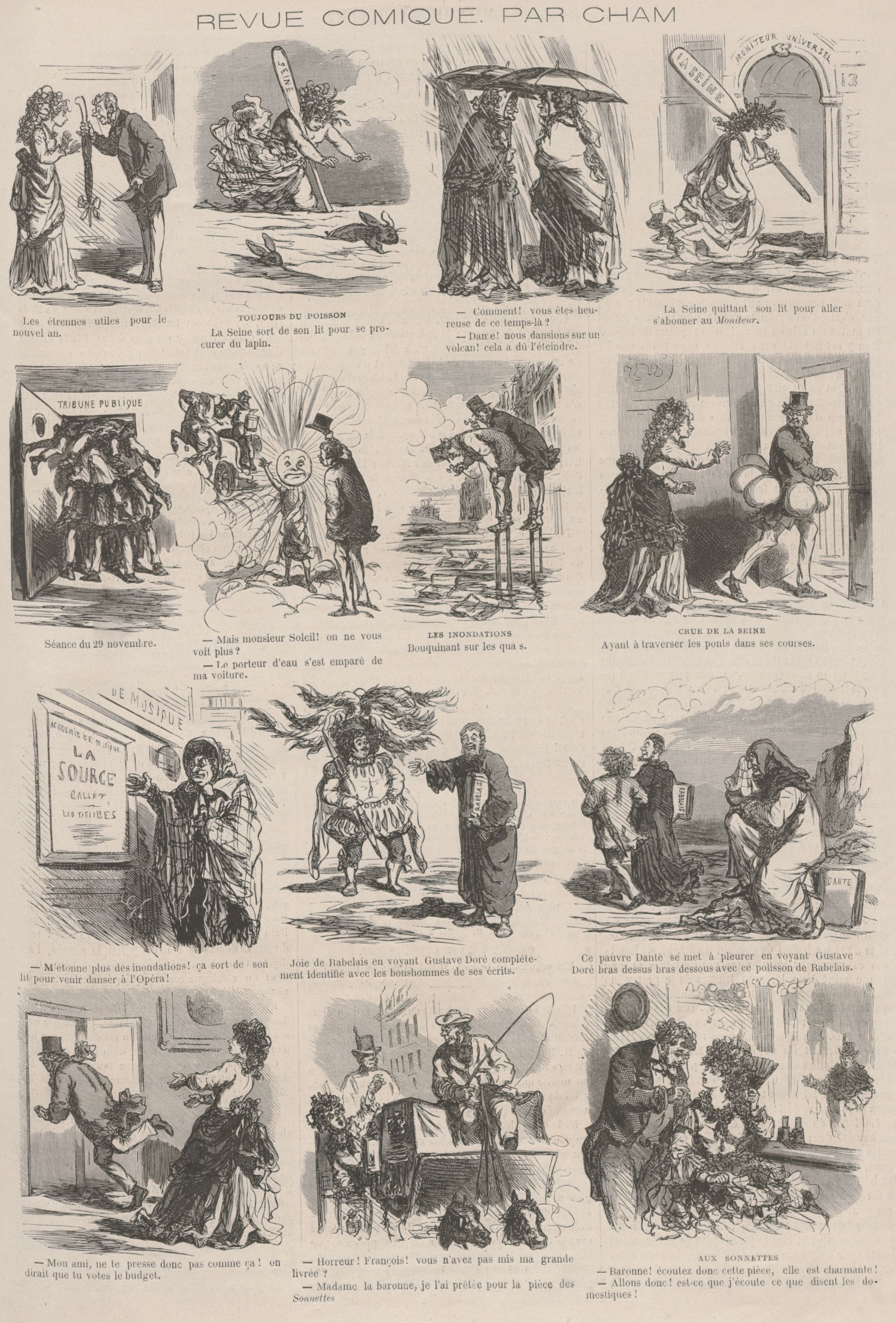